# Eva Löwstädt-Åström
Eva Mathilda Löwstädt-Åström, född 5 maj 1865 i Stockholm, död 5 maj 1942 i Stockholm, var en svensk konstnär, målare, tecknare och grafiker. Hon arbetade med måleri, teckning och etsning och oftast landskaps- och blomstermotiv.

## Biografi
Eva Löwstädt-Åströms föräldrar var skräddarmästaren Rudolf Löwstädt och Carolina Magdalena Sophia Nordqvist. Gift 1893 med agronomen Ludvig Åström. Hon var syster till Emma Löwstädt-Chadwick och sondotter till Carl Teodor Löwstädt.
Eva Löwstädt-Åström studerade vid Tekniska skolan i Stockholm (nuvarande Konstfack) 1885-86, studerade etsning för Axel Tallberg och fortsatte sedan studierna i Frankrike 1887–1890 vid Académie Colarossi och Académie Julian i Paris och i Italien 1890–1893. Hon tillhörde också  eleverna vid Konstnärsförbundets andra skola på 1890-talet. Hon vistades senare omväxlande i Sverige och i Paris samt i Grez hos sin syster, konstnärinnan Emma Löwstädt-Chadwick.

## Utställningar
Eva Löwstädt-Åström deltog bland annat i Konstnärsförbundets utställningar i Göteborg 1896, Stockholm 1897-99 och 1902, i Helsingfors 1899 och i Paris 1900 och 1909, Sveriges allmänna konstförenings utställningar i Stockholm 1910–11, 1917, 1925, 1927 och 1940–41, Föreningen Svenska Konstnärinnors utställningar i Stockholm 1911, 1917 och 1927 och i Philadelphia 1930, Grafiska Sällskapets utställningar i Stockholm 1924 och 1927 samt Nordiska Grafikunions utställningar i London 1938 och Helsingfors 1939. Löwstädt-Åström finns representerad vid bland annat Nationalmuseum i Stockholm och Sundsvalls museum.

## Galleri

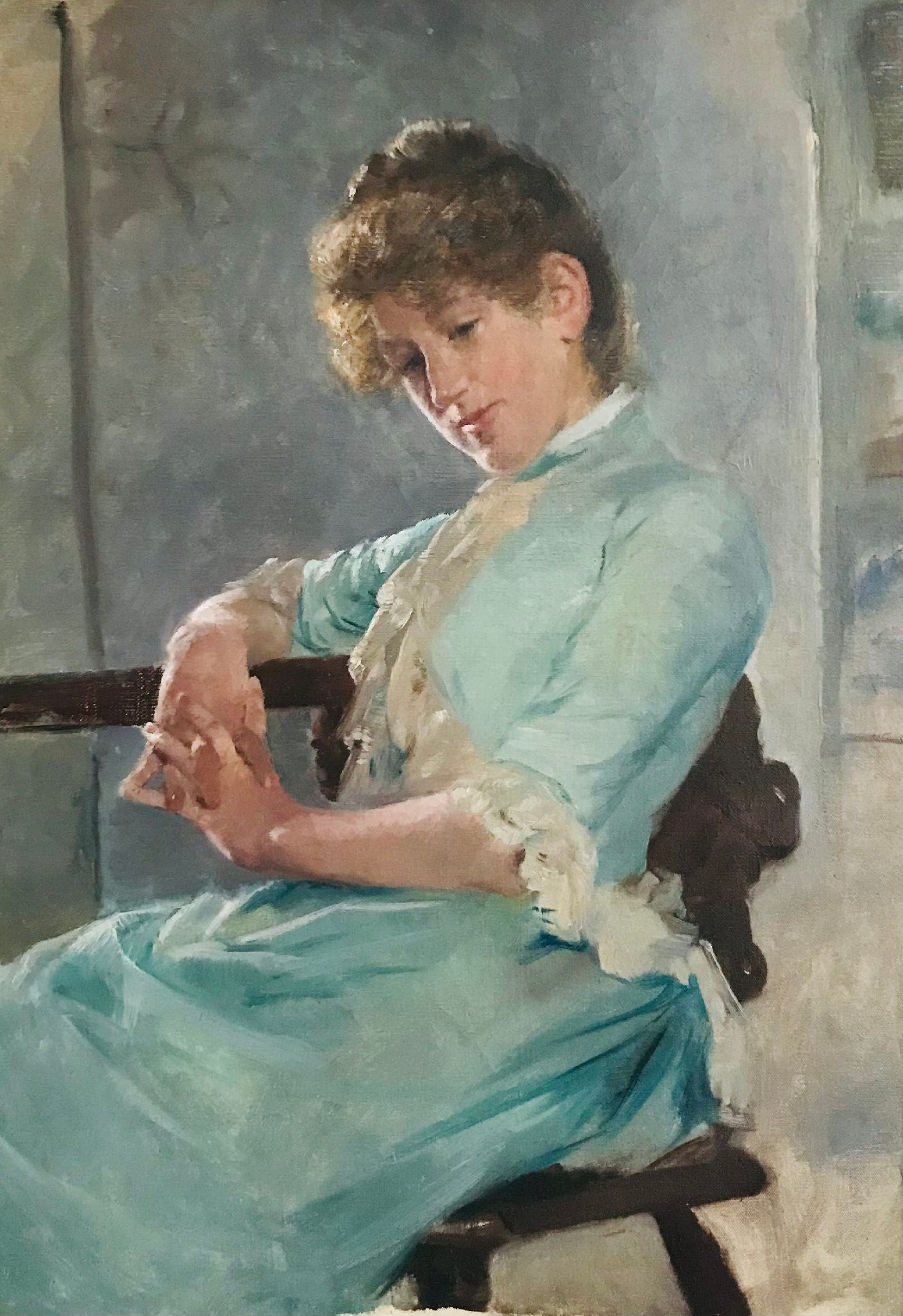
Eva Löwstädt-Åström. Porträtt av hans syster Emma Chadwick
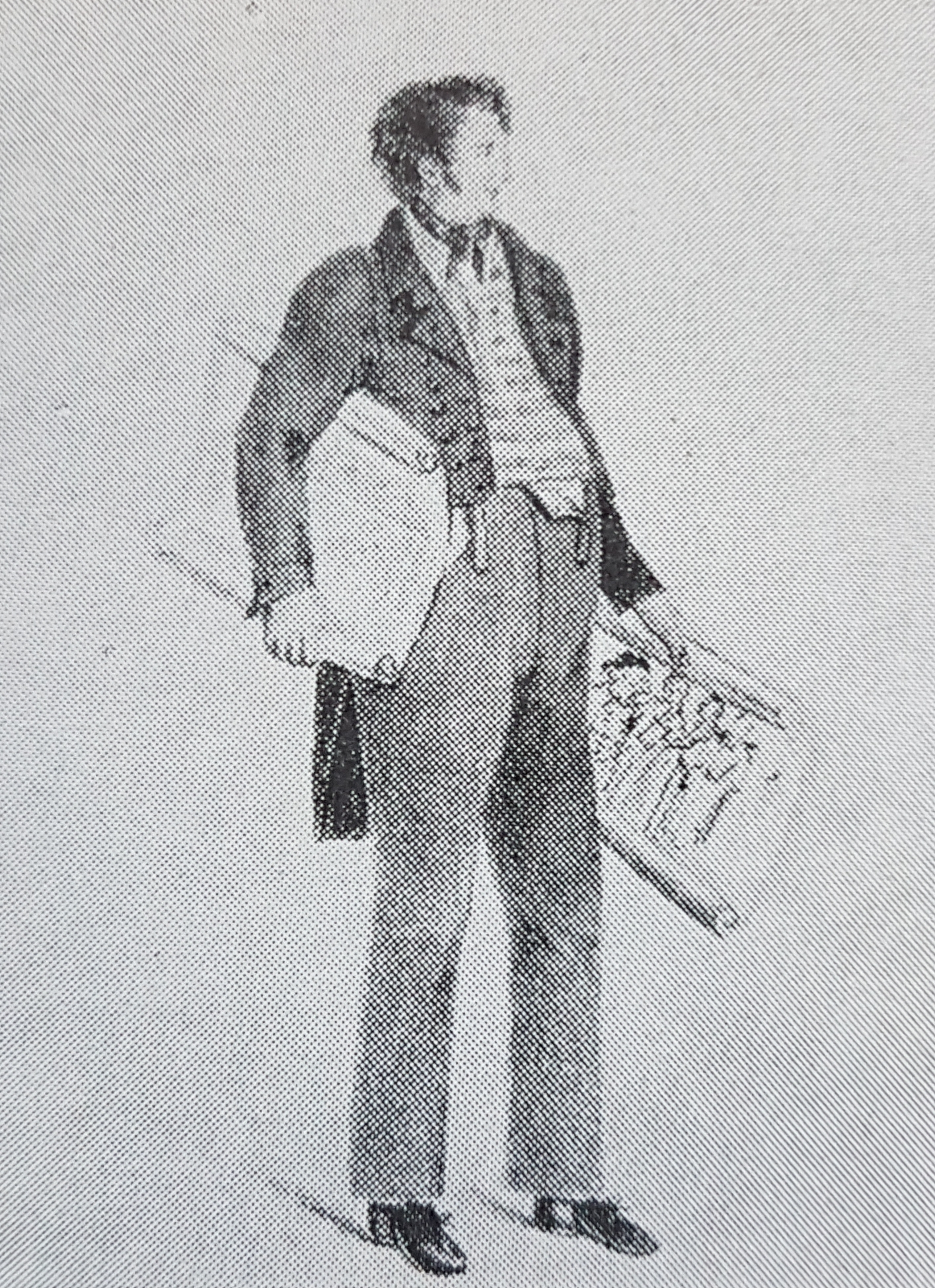
farfar Carl Teodor Löwstädt (1789-1829). självporträtt
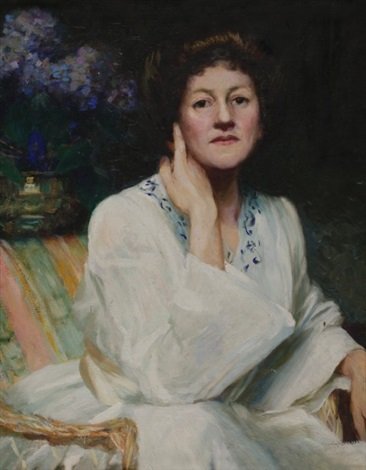
syster Emma Löwstädt-Chadwick. porträtt av hennes man Francis Brook Chadwick.